# Wohn- und Geschäftshaus Borsbergstraße 19 b

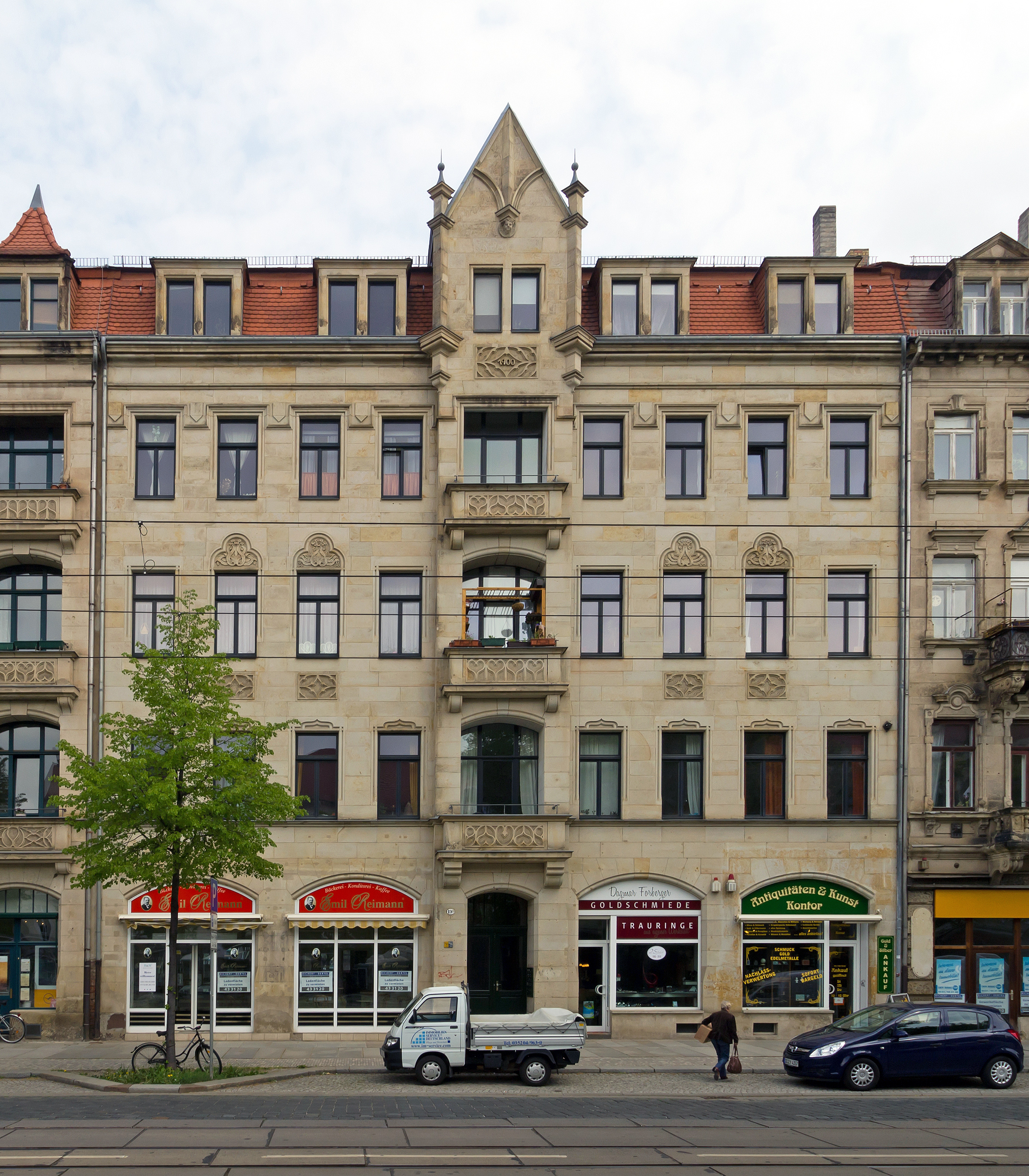
Haus Borsbergstraße 19 b

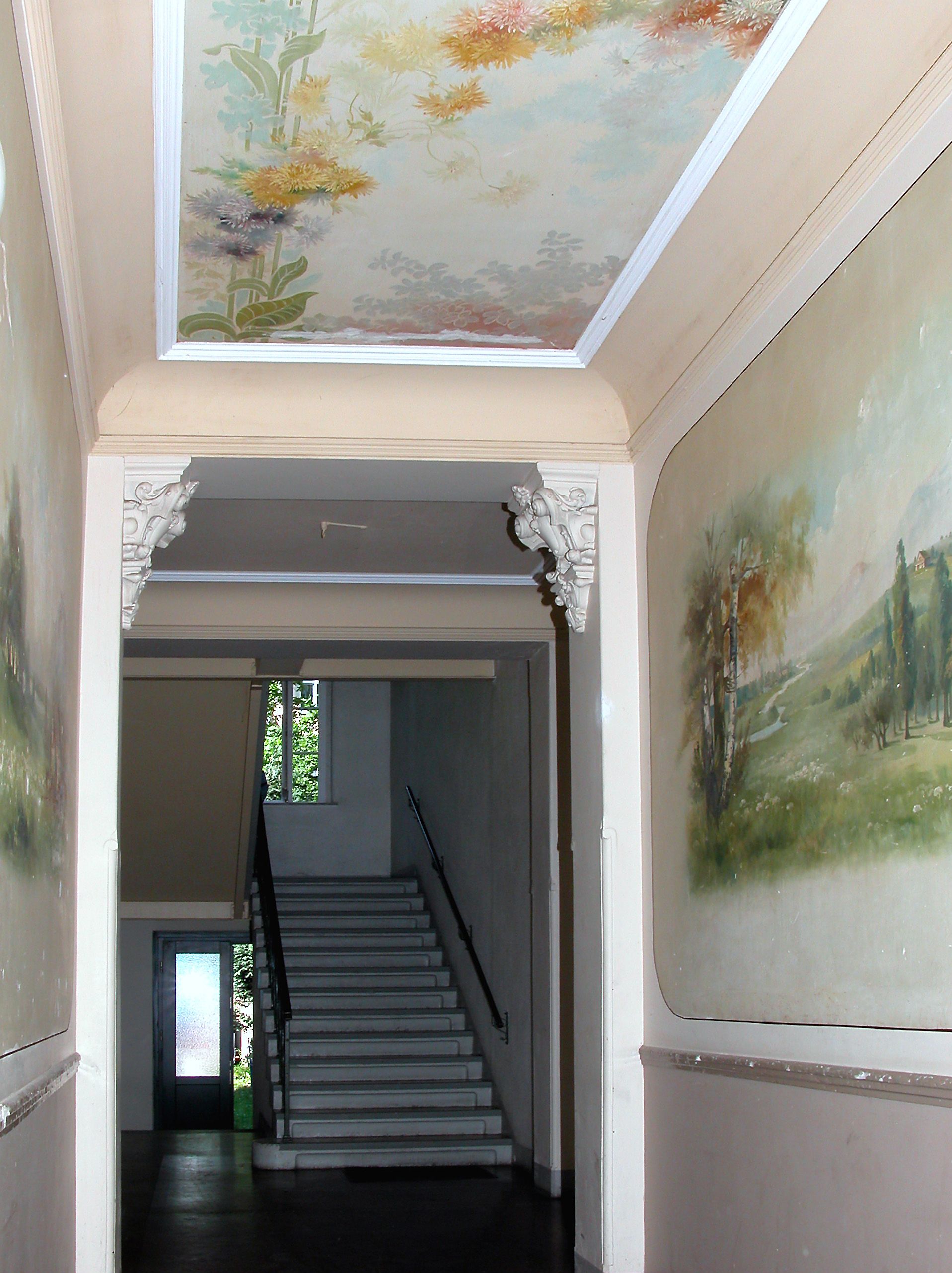
Eingangsbereich des Hauses

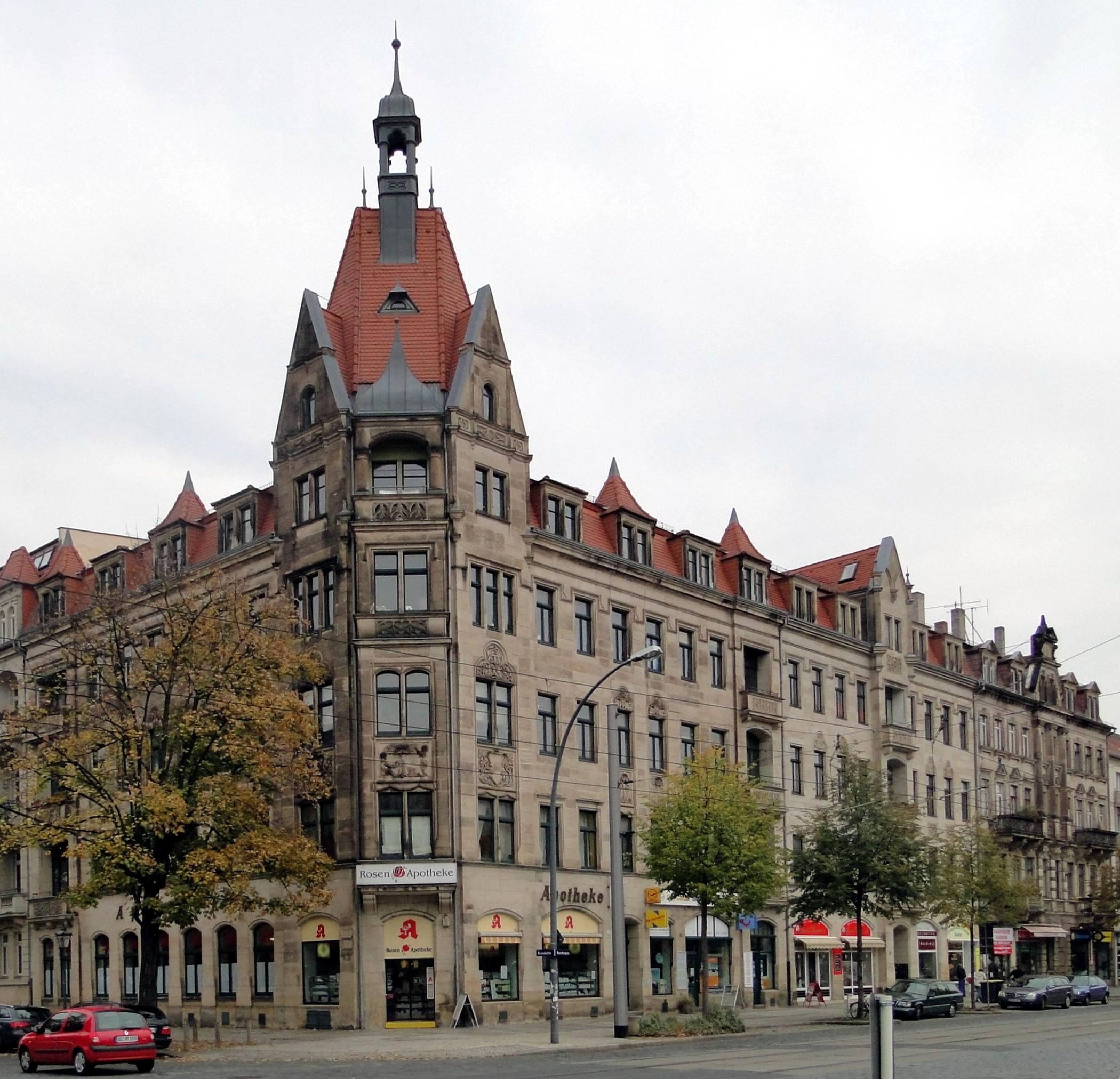
Gebäudeensemble, bestehend aus Borsbergstraße 19 (Vordergrund), 19 b und 21

Das Wohn- und Geschäftshaus Borsbergstraße 19 b im Dresdner Stadtteil Striesen ist ein denkmalgeschütztes Gebäude, das im Jahr 1900 als viergeschossiges Wohn- und Geschäftshaus mit Dachgeschoss innerhalb einer geschlossenen Bebauung an der Borsbergstraße erbaut worden ist.

## Beschreibung
Die Fassade des Gebäudes wurde mit Sandstein verkleidet. Ornamente in historistischer Spätgotik und im Jugendstil wurden als Bekrönung oberhalb und als Spiegelfelder unterhalb der Fenster angebracht. Die Fassade hat eine Frontlänge von neun Fensterachsen, wobei ein Risalit mit einer Fensterachse mittig angebracht wurde. Dieser Mittelrisalit wiederum wurde mit loggiaartigen Balkonen ausgestattet. Den oberen Abschluss des Risalits bildet ein spitzer Giebel.
Die Malereien im Hausflur wurden im Stil des beginnenden Jugendstils ausgeführt. Der Deckenspiegel zeigt ornamental leicht verfremdete Pflanzen und Blüten, die Wände sind mit zart getönten Landschaften bemalt, ohne Rahmung auf hellem Hintergrund. Die Landschaften zeigen unter anderem eine Uferzone mit Zypressen vor einem hohen Berg, vermutlich eine Anspielung auf den Golf von Neapel mit dem Vesuv. Die Wandbilder sind im Original erhalten.
Die Denkmaleigenschaft wird vom Landesamt für Denkmalpflege Sachsen beschrieben: „Ausgesprochen repräsentatives historisierendes Bürgerhaus des ausgehenden 19. Jahrhunderts, im neogotischen Stil, Eingangsachse gestalterisch hervorgehoben, vor allem baugeschichtlich bedeutend.“